# Saxifraga sibirica
Saxifraga sibirica är en stenbräckeväxtart som beskrevs av Carl von Linné. Saxifraga sibirica ingår i Bräckesläktet som ingår i familjen stenbräckeväxter. Inga underarter finns listade i Catalogue of Life.